# Ipanema (vaixell)
L'Ipanema fou un vaixell francès, de 4.282 tones de desplaçament, que normalment transportava bestiar entre França i Algèria, i que fou noliejat pel Centre Gallec de Nova York i per les Sociedades Hispanas Confederadas de Ayuda a España, per tal de traslladar refugiats de la Guerra Civil espanyola des de Bordeus fins a Veracruz (Mèxic), des de juny del 1939 fins al gener de 1940.
El primer viatge de l'Ipanema amb exiliats republicans –i segona expedició col·lectiva organitzada pel Servei d'Evacuació de Refugiats Espanyols, el SERE– s'inicià el 12 de juny de 1939, salpant del port de Pauillac-Bordeus per arribar al de Veracruz (Mèxic) el 7 de juliol de 1939 amb prop de mil refugiats espanyols de la Guerra Civil. Entre molts altres, viatjaven en l'Ipanema cap a l'exili mexicà Avel·lí Artís-Gener –Tísner–, l'escriptora Hortensia Blanch Pita, l'arqueòloga Adela Ramon Lligé, el periodista Joan Rossinyol i Soler, els polítics Maria Dolors Bargalló i Serra i Tomàs Fàbregas Valls, les mestres republicanes Joana Just Montané, Montserrat Piñol Nolla..., l'arquitecte i polític socialista aragonès Francisco Azorín Izquierdo, Jaume Botey Beulo, catalanista i maçó, Ricard Mestre Ventura... en alguns casos amb part de les seves famílies.
Alguns incidents van requerir la paciència dels viatgers. Així, quan duien cinc dies de navegació, l'hèlix es va trencar i provocava la vibració del vaixell. No va poder ser reparada fins a Martinica, deu dies després. Més endavant va encallar en un banc de sorra, d'on el rescatà l'ajuda d'un vaixell de càrrega francès, el Mont Everest.
El diari de bord de l'Ipanema recollí totes aquestes incidències. Un grup de viatgers, entre els quals una vintena de periodistes, van fundar la publicació Ipanema, Diari de bord, que publicaven cada dia. Escrivien el text amb una màquina d'escriure i els complementaven amb dibuixos i títols fets a mà; després se'n feien còpies amb multicopista. Diverses seccions servien per informar, entretenir o aportar, amb més o menys humor, les novetats: «Editorial», «Previsió meteorològica», «Avisos Importants», «Situació del vaixell a les 12:00 hrs», «Notícies Internacionals», «Pèrdues i Troballes», «El menú del dia», així com informacións diverses sobre Mèxic, entrevistes –per exemple al capità, comandant Monsieur Marot, que havia navegat durant set anys la ruta del Golf de Mèxic–, passatemps, caricatures, concursos i convocatòries diverses. Se'n van publicar 26 números, els dies que va durar la travessia.
L'Ipanema fou confiscat pels alemanys el 1942, transferit als italians i rebatejat Villarosa. Fou enfonsat el 1943 per un atac aeri aliat sobre Nàpols. El 1945 fou hissat a flor d'aigua pels italians, rehabilitat i reanomenat Taurinia.